# Liste des intendants de la généralité de Caen
La Généralité de Caen est la circonscription des intendants de Normandie, leur siège est Caen.
Les intendants de police, justice et finances sont créés en 1635 par un édit de Louis XIII, à la demande de Richelieu pour mieux contrôler l'administration locale.

## Voir aussi

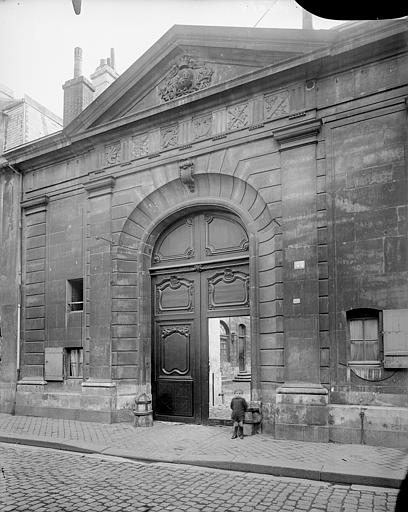
L'hôtel de l'intendance au XVIII

## Liste des intendants de la généralité de Caen
| Date                  | Nom |
| --------------------- | --- |
| 1638                  | Étienne d'Aligre II (13 juillet 1592-25 octobre 1677) avocat, conseiller au Grand Conseil en 1615, envoyé en ambassade à Venise, puis conseiller d'État en 1635, intendant à Caen en 1638, conseiller d'honneur au parlement de Paris en 1651. Il est directeur des finances en 1649 et chef du conseil de commerce de marine en 1654. Louis XIV le nomme garde des sceaux de France en 1672 et chancelier de France (1674-1677). Il est alors le doyen de tous les conseils. |
| 1639                  | Charles Le Roy de La Poterie (ou Potherie) seigneur de la Poterie procureur du roi au Châtelet (1609-1613), conseiller du roi en ses conseils, il est désigné le 20 octobre 1639 par Richelieu. Il se désigne comme intendant de la Normandie en la Généralité de Caen. Il est commissaire départi pour l'exécution d'une déclaration du roi et d'un arrêt du conseil datant des derniers jours de février et mars 1640 concernant le recouvrement des droits de francs-fiefs et de décharges de toute indemnité. |
| 1646                  | Charles du Tronchay seigneur de Ceinechour conseiller au parlement de Paris en 1621, président à la troisième Chambre des Enquêtes en 1645 |
| 1657                  | Michel d'Aligre (1617-10 août 1661) seigneur de Bois-Landry et de Villenesle, fils d'Étienne d'Aligre II conseiller au parlement, maître des requêtes |
| 1659                  | Jacques Favier du Boulay sieur du Boulay-Thierry dit du Boulay-Favier conseiller ordinaire du roi en ses conseils d'État et privé, maître des requêtes, intendant de Caen et intendant à Alençon (1644-1666) |
| 1661 - 1665           | François Dugué de Bagnols ( -7 décembre 1685) par son mariage avec Marie-Angélique Turpin, il est le beau-frère du chancelier Le Tellier conseiller au parlement de Paris en 1636, maître des requêtes en 1643, conseiller d'État, sous-doyen du Conseil d'État ; il est en 1661 intendant à Caen, intendant du Lyonnais et intendant à Grenoble entre décembre 1665 et février 1679, puis uniquement à Grenoble de 1679 à 1682. Il est nommé le 22 septembre 1666 procureur du roi auprès de la commission de recherche des faux nobles. Protecteur des gens de lettres |
| 1666 - 1675           | Guy Chamillart (1624-19 septembre 1675) père de Michel Chamillart procureur au procès de Nicolas Fouquet |
| septembre 1675 - 1676 | Philippe Dreux chevalier, seigneur du Plessis et de Vaugandry conseiller du Roi, maître des requêtes, il est aussi intendant d'Alençon |
| novembre 1676 - 1677  | François Bazin de Brandeville seigneur de Brandeville, Saint-Cyr, Morsan, parent du maréchal Jacques Bazin de Bezons conseiller au Châtelet, puis conseiller au Grand Conseil, il est nommé en 1675 intendant à l'armée de Turenne. Intendant de Metz et du pays messin de février 1677 à 1681. Il succède le 11 avril 1682 au marquis de Feuquières à l'ambassade de Suède qu'il quitte le 27 septembre 1682 |
| février 1677 - 1682   | Claude Méliand (1634- 8 février 1695) seigneur de Bréviande maître des requêtes en 1673, intendant à Alençon (1676-1677), intendant de Caen en 1677, intendant de Rouen en 1682 |
| 1682 - 1686           | Antoine Barillon de Morangis ( -18 mai 1686) sieur de Morangis et de Louans, marié à Catherine Boucherat, fille de Louis Boucherat, chancelier de France maître des requêtes ordinaire de l'Hôtel du roi, intendant de Metz et du pays messin, intendant à Alençon (1677-1682), puis nommé le 7 mars 1686 intendant à Orléans, juste avant sa mort |
| 1686 - 1689           | Armand-Jacques de Gourgues (1643-4 mars 1726) marquis de Vayres et d'Aulnay en 1680 lieutenant général de la Sénéchaussée de Guyenne, il est maître des requêtes en 1679. Il est ensuite intendant à Limoges (1684-1686), puis intendant à Caen en 1686 et doyen des maîtres des requêtes |
| 1689 - 1706           | Nicolas-Joseph Foucault (8 janvier 1643-17 février 1721) avocat général au Grand Conseil, intendant de Haute-Guyenne, la mort de Colbert va lui faire perdre l'intendance de Montauban et l'éloigner de Paris pour être nommé intendant de Béarn, il obtient d'être intendant du Poitou pour son activisme contre les protestants en Béarn. Seignelay obtient pour lui du roi une commission d'intendant à Caen le 25 janvier 1689. Membre honoraire de l'Académie des inscriptions et belles-lettres en 1701, conseiller d'État de semestre en 1704. En 1712 il est chef du conseil de Madame, duchesse-douairière d'Orléans, et assiste aux derniers jours de Louis XIV. Le 26 novembre 1716, il est conseiller d'État ordinaire à la place de Bâville qui lui vend sa charge |
| 1706                  | Nicolas-Joseph Foucault (22 février 1677-1772) marquis de Magny, fils du précédent avocat du roi au Châtelet en 1699, maître des requêtes en 1704, il succède à son père comme intendant à Caen en août 1706. Il est révoqué par le roi en septembre 1709 pour des affaires financières dans lesquelles il s'était compromis. Après la mort de Louis XIV, il obtient du Régent l'autorisation d'acheter la charge d'introducteur des ambassadeurs. Trois ans plus tard, en 1718, une conduite insolente au cours d'une fête donnée par la duchesse de Berry, fille du régent, le conduit à la Bastille, où il reste dix jours mais perd sa charge. Compromis dans la conspiration de Cellamare, il s'enfuit en Espagne où il devient majordome de la reine d'Espagne. Il rentre ensuite en France et s'installe dans son château de Magny. Le récit de sa carrière est donné dans les Mémoires écrits par son père et dans ceux du duc de Saint-Simon |
| 1709                  | Pierre Arnauld de Labriffe de Ferrières (21 juillet 1678 -7 avril 1740) chevalier, marquis de Ferrières, seigneur de Passy, fils Arnaud II de Labriffe conseiller au parlement de Paris le 27 janvier 1700, maître des requêtes, nommé en août 1709 intendant à Caen, puis intendant de Bourgogne, de 1712 jusqu'à sa mort |
| 1711                  | François Guinet ( -29 décembre 1737) seigneur d'Arthel maître des requêtes, conseiller d'État |
| 1721                  | François Richer d'Aube ( -6 octobre 1752) seigneur d'Aube, de Drubec et autres lieux, petit-neveu de Fontenelle commissaire au Conseil du commerce en 1720, maître des requêtes en 1722, intendant de Soissons (1727-1731), Il publie l' «Essai sur les principes du droit et de la morale» |
| 1727                  | Félix Aubery de Vastan (1681-20 juin 1743) maître des requêtes, auparavant intendant à Limoges en 1723, intendant du Hainaut (1724-1727), puis prévôt des marchands de Paris en 1740, conseiller d'État en 1743 |
| mai 1740 - 1751       | Louis Arnauld Labriffe de Ferrières (1705-28 juillet 1752) petit-fils d'Arnaud II de Labriffe, fils de Pierre Arnauld de Labriffe de Ferrière, président au Grand Conseil en 1738, intendant à Caen en 1710 conseiller au parlement de Dijon en 1727, maître des requêtes en 1734, maître des requêtes, auparavant président au Grand Conseil |
| août 1752 - 1775      | François-Jean Orceau de Fontette (14 octobre 1718-6 avril 1794) chevalier, marquis de Tilly d'Orceau, baron de Fontette conseiller au parlement de Paris en 1738, maître des requêtes le 30 avril 1745, président au Grand Conseil le 2 janvier 1750. Il a été nommé chancelier de Monsieur, frère du roi. Il rets à l'intendance de Caen jusqu'au 21 octobre 1775, car Turgot dû le démettre de sa charge à la suite d'une enquête qui montra qu'il s'était soustrait au paiement des impôts. Favorable aux idées des physiocrates, il a construit dans sa généralité de nombreuses routes en réalisant ces travaux en substituant le paiement en argent à la corvée |
| 1775 - 1783           | Charles-François-Hyacinthe d'Esmangart (16 mai 1736-1793) seigneur de Montigny, des Bordes, de Feynes, Pierrerue et autres lieux intendant de Guyenne (1770-1775), intendant à Caen (1775-1783) (16 mai 1736-1793) chevalier, seigneur de Montigny, des Bordes, de Feynes, de Pierrerue et autres lieux conseiller au Grand Conseil le 3 juin 1758, grand rapporteur en la chancellerie en 1758, maître des requêtes le 12 mai 1761 ; après la nomination de Calonne à l'intendance de Metz le 7 octobre 1766, il est désigné à sa place comme procureur général dans les procédures à faire contre de La Chalotais ; président au Grand Conseil le 4 janvier 1768 ; nommé le 26 mars 1770 intendant de Guyenne (1770-1775), puis nommé intendant à Caen (1775-1783), et intendant de Flandres et d'Artois à Lille (1783-1789), conseiller du roi en ses conseils |
| 1783 - 1787           | Charles-Henri de Feydeau (25 août 1754-10 décembre 1802) marquis de Brou et de Dampierre-en-Burly, comte de Gien, maître des requêtes (1775), intendant du Berry (1776-1779), de Bourgogne (1781-1783) puis à Caen (1783-1787), directeur général adjoint des Economats, conseiller d'Etat, président de la Cour des aides (1798). Fils d'Antoine-Paul-Joseph Feydeau (1731-1762), marquis de Brou, intendant à Rouen, et petit-fils de Paul Esprit Feydeau de Brou, garde des sceaux de France (1762-1763). |
| 1787 - 1790           | Louis-Guillaume-René Cordier de Launay de Valéry (10 novembre 1746-7 février 1820) Fils de René Cordier de Montreuil, président de la Cour des Aides de Paris, et de Marie Madeleine Masson de Plissey. Beau-frère du marquis de Sade, il s'est adonné à l'écriture. Il a laissé plusieurs écrits dont une traduction de L'Iliade de 1782, et un livre intitulé Théorie circonsphérique des deux genres de beau avec application à toutes les mythologies et aux cinq beaux-arts, édité à Berlin en 1806. Il est reçu conseiller au parlement de Paris le 18 janvier 1769, maître des requêtes le 9 juin 1773. Il se réfugie en Allemagne au début de la Révolution. Il perd sa femme, Pétronille de Raymond de la Lande, guillotinée avant le 26 prairial an III. Il se rend après en Russie où le baron Ludwig Heinrich von Nicolay lui fit obtenir le rang de conseiller d'État et la place de secrétaire de l'empereur Paul Ier. Il perdit cette place peu après, fut secrétaire de chancellerie au ministère du commerce russe et se retira dans une maison à Vassili-Ostrof, quartier de Saint-Petersbourg. |